# Automeris jucunda
Automeris jucunda é uma espécie de mariposa do gênero Automeris, da família Saturniidae.
Sua ocorrência foi registrada na Colômbia, Equador, Panamá e Venezuela; ainda foi registrada na Guiana, Guiana Francesa, Suriname e até no Brasil.

## Galeria

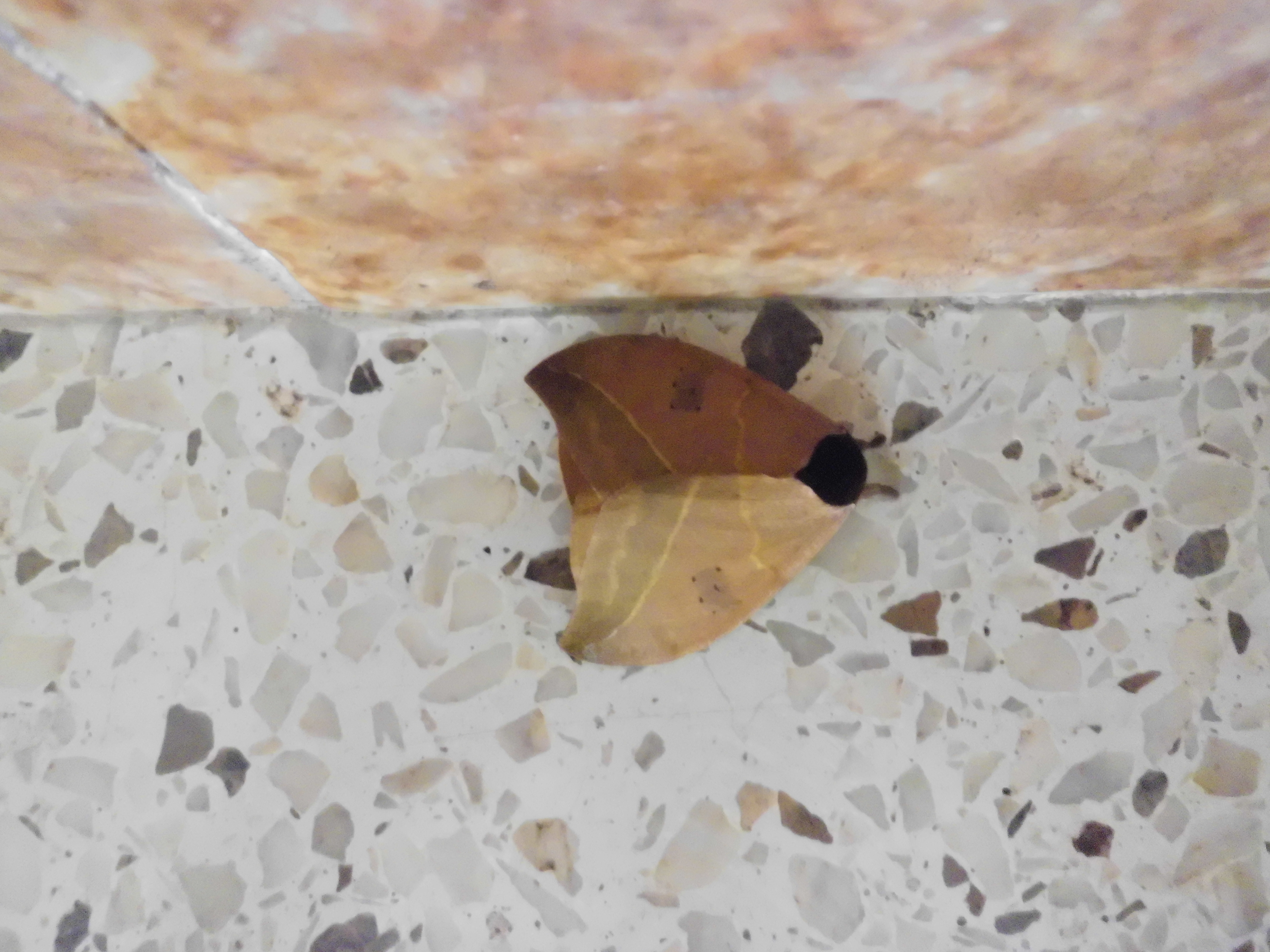
A. jucunda em El Hatillo (município), Miranda, Venezuela (mesmo indivíduo da infocaixa, aqui com asas fechadas).
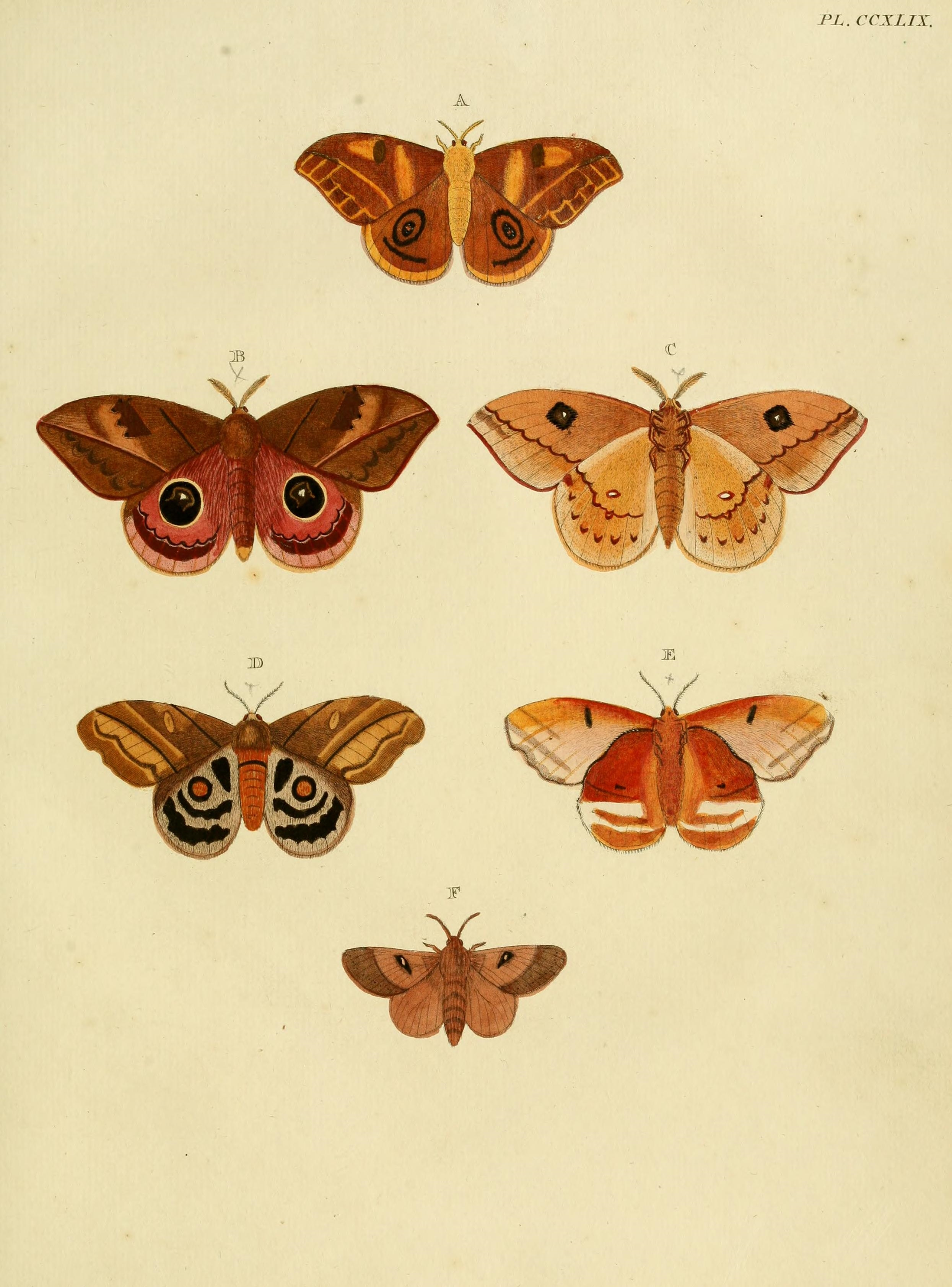
Ilustração (segunda linha, a partir do alto), por Pieter Cramer e Caspar Stoll, 1782.
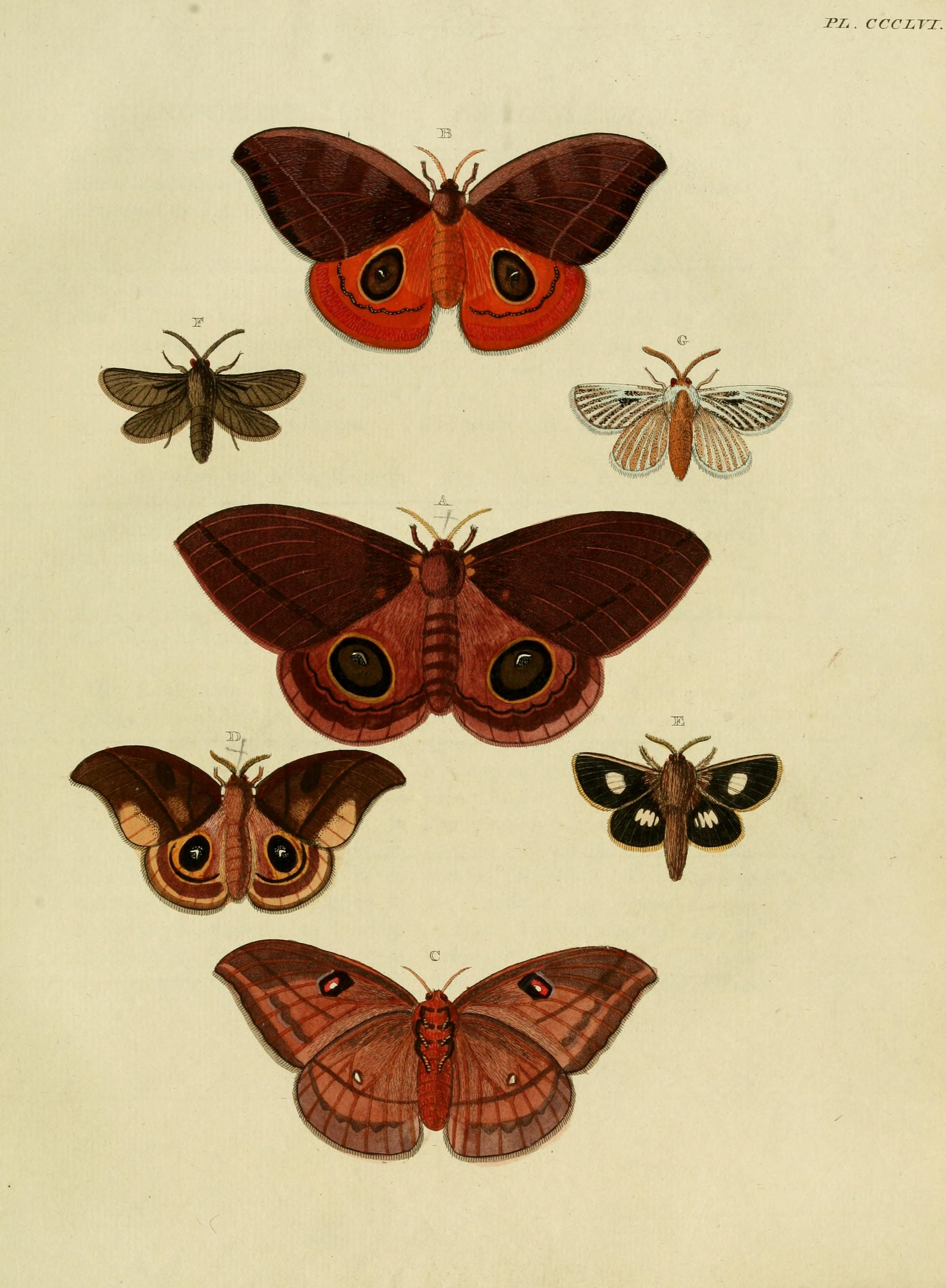
Ilustração por Cramer & Stoll, A. jucunda vista superior e inferior (primeira e última figuras, respectivamente)